# ジャン＝ミッシェル・セイブ
ジャン＝ミッシェル・セイブ（Jean-Michel Saive 1969年11月17日 - ）は、ベルギーの元卓球選手。

## 略歴
ベルギーのリエージュ出身。父親はベルギーランキングベスト10に入ったことがあり、母親はベルギー女子ダブルスチャンピオンとなったことがあるという卓球一家に生まれる。
9歳で卓球を始め、弟のフィリップとともに恵まれた練習環境を求めて、毎週末にはドイツのクラブで練習を重ねた。13歳で世界選手権に初出場し、ジュニア時代には練習のために単身でヨーロッパ、アジアを渡り歩く。
一発の威力はそれほどないが、相手に休む間を与えないフォアハンドによるドライブの連打を武器に世界のトップへと成長を遂げた。
1993年の世界選手権イェーテボリ大会では男子シングルスで準優勝し、1994年には世界ランキング1位となる。同年のヨーロッパ選手権男子シングルスでは、長年課題と言われ続けたバックハンドドライブに進境をみせ、決勝でワルドナーを破り優勝を果たした。その後も、2001年の世界選手権大阪大会男子団体でチームを準優勝に導き、2005年のヨーロッパ選手権男子シングルスで準優勝するなど、息の長い選手として活躍している。
北京オリンピック男子シングルスの出場権を最終予選3位というギリギリの成績で獲得。これで卓球がオリンピックの正式種目に採用されたソウルオリンピックから6大会連続出場となる。
2015年12月、記者にて正式にツアーから引退を発表された。
2021年、ベルギーオリンピック委員会（BOIC）の会長に就任した。

## プレースタイル
「ザ・ファイター」、「ベルギーの虎」、「両翼を持った獅子」等のニックネームが示す通り、闘志を前面に出し「攻めに攻める」攻撃プレーが身上。「攻められたらロビングでしのぎ、チャンスがあれば攻め返す」粘り強さもトレードマーク。特にテーブル上で2バウンドするかしないかの、通常のプレーヤーなら台に指を打ちつけてしまう恐怖感から強打できないボールをいとも簡単に強打するプレーとその勇気は誰も真似出来ない。

## 主な戦績
- 1989年
  - 男子ワールドカップ（ナイロビ） 4位
- 1990年
  - ヨーロッパ選手権イェーテボリ大会 混合ダブルス準優勝
- 1991年
  - 第41回世界選手権千葉大会 男子団体3位
  - 男子ワールドカップ（クアラルンプール） 4位
- 1992年
  - ヨーロッパ選手権シュトゥットガルト大会 男子シングルス準優勝
- 1993年
  - 第42回世界選手権イェーテボリ大会 男子シングルス準優勝
  - ヨーロッパトップ12 ベスト4
- 1994年
  - 男子ワールドカップ（台北） 準優勝
  - ヨーロッパ選手権バーミンガム大会 男子シングルス優勝、男子ダブルス準優勝（ゾラン・プリモラッツと）
  - ヨーロッパトップ12 優勝
- 1995年
  - ヨーロッパトップ12 ベスト4
- 1996年
  - 男子ワールドカップ（ニーム） 4位
  - ヨーロッパトップ12 準優勝
- 1997年
  - ITTFプロツアー・グランドファイナル（1997 香港） 男子シングルス3位
- 1998年
  - ヨーロッパトップ12 ベスト4
- 2000年
  - 男子ワールドカップ（揚州） 4位
- 2001年
  - 第46回世界選手権大阪大会 男子団体準優勝
  - ヨーロッパトップ12 ベスト4
- 2002年
  - ITTFプロツアー・グランドファイナル（2001 海南） 男子シングルス3位
- 2003年
  - 男子ワールドカップ（江陰） 4位
- 2005年
  - ITTFプロツアー・グランドファイナル（2005 福州） 男子シングルス準優勝
  - ヨーロッパ選手権オーフス大会 男子シングルス準優勝
- 2008年
  - ヨーロッパ選手権サンクトペテルブルク大会 男子団体ベスト4
  - ヨーロッパトップ12 ベスト4

## エピソード
- 1989年にユネスコのフェアプレー賞を受賞している。
- 1991年から1994年まで4年間連続で、その年ベルギーで最も活躍したスポーツ選手であるという栄誉を受けた。
- 1996年と2004年のオリンピックでは開会式でベルギーの旗手を務めた。
- その派手な立ち回りとユーモアに満ちた仕草で試合の際はたいていの国で観客を味方につけてしまう。
- ジュニア時代、日本に武者修行に来た際、当時受入先だった協和発酵（現・協和発酵キリン）卓球部の監督、前原正浩（当時。現・日本卓球協会強化本部長）が事前に「午後から行く」と伝えたにもかかわらず、午前中に電話をかけてきて「マエハラ、何故来ないんだ？僕はネットプレーの練習がしたいんだ！早く来てくれ！」と怒鳴った。
- 母国ではCDを出したこともある。テレビの歌番組に出演し、ダンスでポーズを決めたまでは良かったが、肝心の歌は「ベルギー卓球ファンの悩みの種」と言われた。
- 2011年の世界選手権ロッテルダム大会に出場したことで、1983年の東京大会から数えて通算20回目の世界選手権出場となり、ハンガリーのビクトル・バルナの記録（通算19回出場）を抜いて、世界選手権出場回数の新記録を達成した。
- ベルギー国内の一位を決める選手権では、2014年迄に25回の優勝をしている[3]。